# Fosfito de triisopropilo
Fosfito de triisopropilo é uma substância utilizada como precursor químico, dos compostos organofosforados.  